# Paquito d'Rivera
Paquito d'Rivera est un clarinettiste et saxophoniste cubain, né à La Havane en 1948. Enfant prodige, expert du saxophone alto, il est aujourd'hui un des grands noms du Latin jazz. Il a fait partie du groupe Irakere.

## Jeunesse
Francisco de Jesús Rivera Figueras est né le 4 juin 1948 à La Havane, à Cuba. Son père Tito d'Rivera était un saxophoniste classique et un chef d'orchestre, il amusait son fils avec des disques de Duke Ellington et de Benny Goodman, et il vendait des instruments de musique.  Très proche du pianiste et arrangeur Bebo Valdés, il emmenait son fils Paquito dans des clubs comme le Tropicana (fréquenté par ses amis musiciens et ses clients) et dans des groupes et orchestres de concert.
À l'âge de cinq ans, Paquito d'Rivera a commencé à prendre des leçons de saxophone avec son père. Un an plus tard, il se produit pour la première fois à son école. A sept ans, il est déjà un enfant prodige qui se produit en public et signe un contrat avec le fabricant d'instruments de musique Henri Selmer Paris.
« “Mi padre fue un saxofonista retirado del ejército, quien importó de Francia la escuela clásica del Conservatorio de París. Estudiaba su instrumento 26 horas diarias, y contaba que yo me sentaba a su lado en una sillita con un saxofoncito plástico, a imitarlo.” (...) “A los 5 años de edad, como él tenía una pequeña oficina de importaciones musicales que traía, entre otras cosas, los instrumentos Selmer de París, me ordenó un saxofón chiquitico, me enseñó a tocarlo, y un año más tarde me presentó con el quinteto de saxos de la orquesta Cosmopolita en una fiesta de fin de curso de la escuela Emilia Azcárate, de mi barrio, Marianao”. »
— Paquito d'Rivera 
        
« Mon père était un saxophoniste retraité de l'armée, qui a importé de France l'école classique du Conservatoire de Paris. Il étudiait son instrument 26 heures par jour, et il disait que j'avais l'habitude de m'asseoir à côté de lui sur une petite chaise avec un petit saxophone en plastique, pour l'imiter". (...) "Lorsque j'avais 5 ans, comme il avait un petit bureau d'importation de musique qui faisait venir, entre autres, des instruments Selmer de Paris, il m'a commandé un petit saxophone, m'a appris à en jouer et, un an plus tard, il m'a offert le quintette de saxophones de l'orchestre Cosmopolita lors d'une fête de fin d'année à l'école Emilia Azcárate de mon quartier, Marianao". »
A l'âge de dix ans, il donne une représentation au Théâtre national de La Havane qui a été saluée par le public et les critiques. Bien qu'il ait appris à jouer du saxophone soprano, il est attiré par le saxophone alto, et il se perfectionne à l'aide d'une méthode écrite. En 1960, il entre au Conservatoire de musique de La Havane, où il apprend la clarinette auprès d'Enrique Pardo Fuentes ainsi que la composition et l'harmonie; il y rencontre Chucho Valdés. En 1965, il est clarinette soliste vedette dans une émission de radio et de télévision de l'Orchestre symphonique national de Cuba. Avec Valdés, il fonde en 1967 lʼOrquesta Cubana de Música Moderna qu'il dirige pendant deux ans, combinant cette activité avec son travail au sein de l'Orchestre national et d'autres groupes tels que la fanfare de l'armée cubaine. En 1973, il fonde, avec huit musiciens de lʼOrquesta de Música Moderna et trois autres artistes, le groupe Irakere, qui fusionne le jazz, le rock, le classique et la musique cubaine créant un style totalement nouveau. Le groupe fait sensation aux festivals de jazz de Newport et de Montreux en 1978, obtenant deux nominations et remportant un Grammy Award pour son album éponyme. Ce groupe est entré dans l'histoire en devenant le premier groupe cubain à signer avec une compagnie nord-américaine après la victoire de Fidel Castro. 
En 1979, Paquito d'Rivera organise le Havana Jam, un événement qui a rassemblé des milliers de musiciens de rock et de jazz dans la capitale cubaine et qui a été documenté dans deux doubles LP.

## Exil
En 1980, Paquito d'Rivera manifeste du mécontentement à cause des contraintes imposées à sa musique à Cuba qui pèsent depuis nombreuses années. Dans une interview accordée à ReasonTV, Paquito d'Rivera rappelle que le gouvernement communiste cubain décrivait le jazz et le rock and roll comme une musique "impérialiste" qui était officiellement découragée dans les années 1960/70, et qu'une rencontre avec Che Guevara avait suscité son désir de quitter Cuba. Début 1980, alors qu'il était en tournée en Espagne, il a demandé l'asile à l'ambassade américaine, laissant derrière lui sa femme et son enfant, en promettant de les faire sortir de Cuba. 
À son arrivée aux États-Unis, Paquito d'Rivera trouve un grand soutien pour lui et sa famille, notamment par des musiciens tels que Dizzy Gillespie, Dave Amram, Mario Bauzá et Bruce Lundvall. Sa mère, Maura, et sa sœur, Rosario, avaient quitté Cuba en 1968 et étaient devenues citoyennes américaines. Maura a travaillé aux États-Unis dans l'industrie de la mode pendant de nombreuses années, et Rosario est devenue une artiste et une entrepreneuse respectée. Paquito a été introduit sur la scène du jazz dans des clubs et des salles de concert prestigieux de New York. Il est devenu une sorte de phénomène après la sortie de ses deux premiers albums solo, Blowin (juin 1981) et Mariel (juillet 1982). Il est également connu pour un article dans le magazine Time et pour avoir participé à l'émission Sunday Morning de CBS News. 
Dans les années qui suivent, il effectue des tournées aux États-Unis et en Amérique du Sud, en Europe et au Japon avec son propre groupe, le Havana/New York Ensemble, et se produit avec des musiciens tels que Carmen McRae, McCoy Tyner, Toots Thielemans, Claudio Roditi, Roger Kellaway, Dizzy Gillespie et Benny Carter. En 1988, il est l'un des fondateurs du United Nation Orchestra, avec lequel il a également effectué une tournée (Live at the Royal Festival Hall, 1989). 
En 2005, Paquito d'Rivera a écrit une lettre ouverte dans la presse critiquant le musicien Carlos Santana pour sa décision de porter un T-shirt à l'effigie de Che Guevara lors de la cérémonie des Oscars de 2005, citant le rôle de Guevara dans l'exécution de contre-révolutionnaires à Cuba, raconté par son propre cousin alors emprisonné pour christianisme.

## Carrière
Paquito d'Rivera s'est produit dans des salles comme le Carnegie Hall et a joué avec le National Symphony Orchestra avec lequel il crée en 1988 la première mondiale de David Street Blues de Roger Kellaway en tant que soliste invité, le London Symphony Orchestra, le London Philharmonic Orchestra, le Florida Philharmonic Orchestra (en), le Bronx Arts Ensemble, le Puerto Rico Symphony Orchestra (en), le YOA Orchestra of the Americas (en), le Costa Rica National Symphony, l'American Youth Philharmonic (en) et le Simón Bolívar Symphony Orchestra, .
Paquito d'Rivera a fondé plusieurs de ses propres groupes : le Paquito d'Rivera Big Band, le Paquito d'Rivera Quintet, l'ensemble de chambre Triangulo et le groupe de calypso et de salsa Caribbean Jazz Project. En 1989, il a composé New York Suite pour le quatuor de saxophones Gerald Danovich, et Aires Tropicales pour le quintette à vent Aspen en 1994. En 2019, il a été soliste des Chroniques latino-américaines de Daniel Freiberg, dont il a assuré la première avec le WDR Funkhausorchester de Cologne. 
Tout au long de sa carrière aux États-Unis, les albums de Paquito d'Rivera ont été salués par la critique et ont atteint le sommet des palmarès de jazz. Ses albums ont montré une progression qui démontre ses capacités extraordinaires dans le bebop, la musique classique et la musique latine/caribéenne. L'expertise de Paquito d'Rivera transcende les genres musicaux puisqu'il est le seul artiste à avoir remporté des Grammy Awards dans les catégories classique et latin-jazz.
Paquito d'Rivera a été juge pour les 5e et 8e Independent Music Awards annuels afin de soutenir les artistes indépendants.

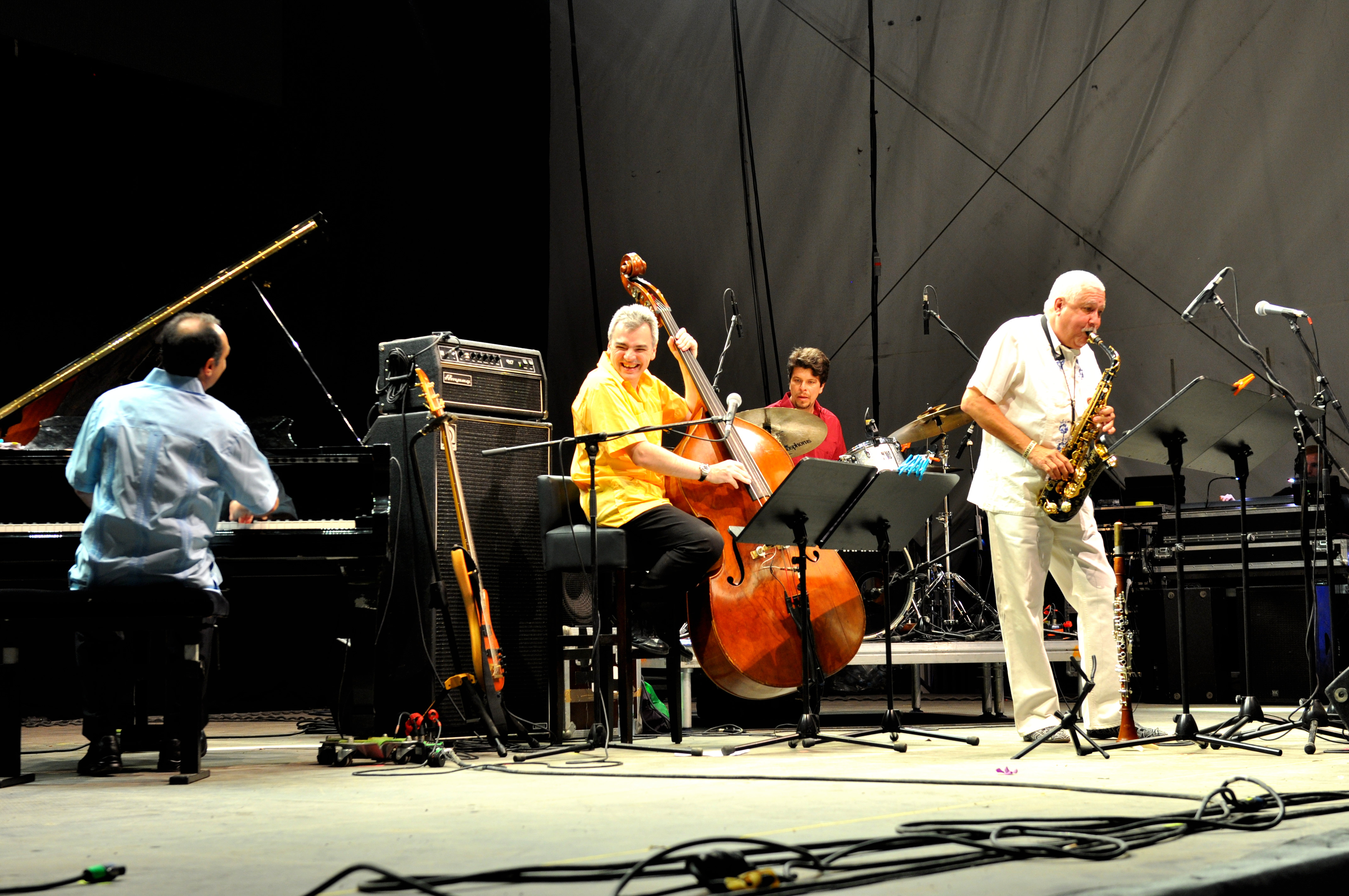
Paquito d'Rivera avec le Trio Corrente au Horizonte World Music Festival à Ehrenbreitstein Fortress en 2015.

Après avoir utilisé une clarinette Full-Boehm de chez Selmer, Paquito d'Rivera joue désormais sur des modèles de clarinette de type Full-Boehm avec sol  articulé (en palissandre...) du facteur et clarinettiste chilien Luis Rossi. 

### Paquito d'Rivera quintet
Le groupe qui accompagne Paquito d'Rivera est composé du bassiste péruvien  Oscar Stagnaro, du trompettiste argentin Diego Urcola, du batteur américain Mark Walker et du pianiste Alex Brown. En tant qu'ensemble, ils sont nommés le  « Paquito d'Rivera Quintet » et c'est sous ce nom qu'ils ont reçu le Latin Grammy Award du meilleur album de jazz latin pour l'album Live at the Blue Note (en) en 2001.

## Vie personnelle
Paquito d'Rivera vit à North Bergen, dans le New Jersey, avec sa femme, la chanteuse Brenda Feliciano. Il dirige chaque année le festival international de jazz El Tambo (de Punta del Este) en Uruguay. En 2000, il a publié en Espagne un mémoire intitulé Mi vida saxual  (ISBN 9788432208485), publié par la maison Seix Barral avec une préface de Guillermo Cabrera Infante. Il a également publié un roman : Oh ! La Habana (MT Editores,  (ISBN 9788496106208)) qui retrace l'atmosphère artistique de Cuba dans les années 1940 et 1950. Le musicien a exprimé son désir de retourner jouer dans son pays natal, mais pas avant le retour de la démocratie.

## Titres et récompenses

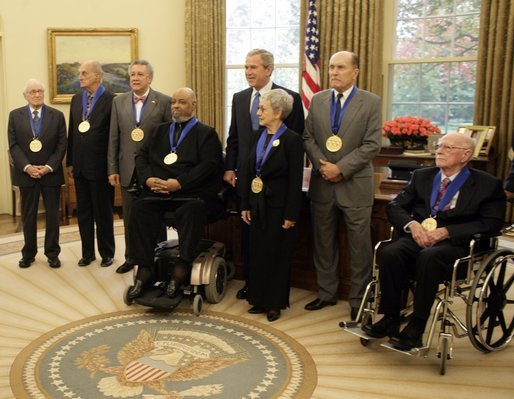
d'Rivera (troisième depuis la gauche) à la cérémonie de remise de National Medal of Arts avec le Président George W. Bush, dans le bureau ovale le 9 novembre 2005.

- 2003 : Doctorat Honoris Causa en Musique, Berklee College of Music
- 2004 : Clarinet of the Year Award, Jazz Journalists Association (en)
- 2005 : Bourse NEA Jazz Masters Fellowship
- 2005 : National Medal of Arts
- 2006 : Clarinet of the Year, Jazz Journalists Association
- 2007 : Composer in Residence, Caramoor Center for Music and the Arts
- 2007 : Bourse Fellowship Award for Music Composition, Fondation John-Simon-Guggenheim
- 2007 : Living Jazz Legend Award, The Kennedy Center and The Catherine B. Reynolds Foundation Series for Artistic Excellence
- 2008 : President's Award, International Association for Jazz Educators
- 2008 : Prix de la musique de Francfort
- 2012 : Honorary Doctoral Degree, State University of New York at Old Westbury (en)

### Grammy Awards
- 1979 : Irakere, Grammy Award for Best Latin Recording (en) – 22nd Annual Grammy Awards
- 1996 : Portraits of Cuba (en) remporte Latin Grammy Award for Best Latin Jazz Album (en) – 39th Annual Grammy Awards[17]
- 2000 : Tropicana Nights (en) remporte Latin Grammy Award for Best Latin Jazz Album – 1st Annual Latin Grammy Awards
- 2001 : Live at the Blue Note (en) – remporte Best Latin Jazz Album – 2nd Annual Latin Grammy Awards
- 2003 : Historia del Soldad remporte Best Classical Album – 4th Annual Latin Grammy Awards
- 2003 : Brazilian Dreams (en) remporte Best Latin Jazz Album – 4th Annual Latin Grammy Awards
- 2004 : Merengue remporte Grammy Award for Best Instrumental Composition (en) – 47th Annual Grammy Awards
- 2008 : Funk Tango remporte Best Latin Jazz Album – 50th Annual Grammy Awards[17]
- 2011 : Panamericana Suite (en) remporte Best Classical Contemporary Composition - 12th Annual Latin GRAMMY Awards
- 2011 : Panamericana Suite remporte Best Latin Jazz Album – 12th Annual Latin Grammy Awards
- 2013 : Song For Maura remporte Best Latin Jazz Album, Paquito d'Rivera avec le Trio Corrente, 56th Annual Grammy Awards[18]
- 2014 : Song for Maura remporte Best Latin Jazz Album, Paquito d'Rivera avec le Trio Corrente, 15th Annual Latin Grammy Awards[19]

## Discographie

### Sous son nom
- Blowin avec Jorge Dalto, Hilton Ruiz, Eddie Gomez, Ignacio Berroa, (Columbia, 1981)
- Mariel avec Randy Brecker, Hilton Ruiz, Ignacio Berroa, Daniel Ponce (en), Brenda Feliciano, (Columbia, 1982)
- Live at Keystone Korner avec Claudio Roditi, Carlos Franzetti, Steve Bailey, Ignacio Berroa, Daniel Ponce, (Columbia, 1983)
- Why Not! avec Claudio Roditi, Toots Thielemans, (Columbia, 1984)
- Explosion avec Claudio Roditi, Michel Camilo, (Columbia, 1986)
- A Tribute to Cal Tjader (Yemaya, 1986)
- Manhattan Burn (Columbia, 1987)
- Celebration (Columbia, 1988)
- Tico! Tico! (Chesky, 1989)
- Return to Ipanema (Town Crier, 1989)
- Reunion avec Uwe Feltens, David Finck, Fareed Haque, Giovanni Hidalgo, Danilo Pérez, Arturo Sandoval, Mark Walker, Götz A. Wörner, (Messidor, 1991)
- Havana Cafe (Chesky, 1992)
- Who's Smoking?! (Candid, 1992)
- La Habana-Rio-Conexion (Messidor, 1992)
- Paquito d'Rivera Presents 40 Years of Cuban Jam Session (Messidor, 1993)
- A Night in Englewood (Messidor, 1994)
- Portraits of Cuba avec Gustavo Bergalli, Andres Boiarsky, Thomas Christensen, John Clark, Dario Eskenazi, Lawrence Feldman, David Finck, Bob Millikan, Dick Oatts, James Pugh, Roger Rosenberg, Pernell Saturnino, Lew Soloff, David Earl Taylor, Diego Urcola, Mark Walker, (Chesky, 1996)
- Live at Manchester Craftsmen's Guild (MCG, 1997)
- Hay Solucion (BMG, 1998)
- 100 Years of Latin Love Songs (Heads Up, 1998)
- Tropicana Nights (Chesky, 1999)
- Habanera (Enja, 2000)
- Music from Two Worlds, (2000)
- The Clarinetist Volume One avec Frank Chastenier, Wolfgang Haffner, Niels-Henning Ørsted Pedersen, Pernell Saturnino, Pablo Zinger, (Peregrina, 2001)
- Sons Do Brasil, (2001)
- Brazilian Dreams (MCG, 2002)
- Este Camino Largo (Yemaya, 2002)
- The Lost Sessions (Yemaya, 2002)
- Big Band Time (Pimienta, 2003)
- Tribute to Cal Tjader avec Tony Barrero, Yayo el Indio, José Fajardo, Lawrence Farrel, Isidro Infante, José Mangual, Tito O'Casio, Papo Pepin, Mario Rivera, Rubén Rodríguez, Adalberto Santiago, Larry Spencer, Al Torrente, Johnny Torres, (2004)
- The Jazz Chamber Trio (Chesky, 2005)
- Funk Tango avec Diego Urcola, Ed Simon, Oscar Stagnaro, Alon Yavnai, Mark Walker, Pernell Saturnino, (2007)
- 2008 Panamericana Suite[20] (MCG Jazz, 2010)
- Benny Goodman Revisited (Connector, 2009)
- Quartier Latin (LKY, 2009)
- Tango Jazz (Paquito, 2010)
- Paquito d’Rivera & Trio Corrente : Song for Maura, (Sunnyside/Paquito, 2013)
- Back in New York avec Sebastian Schunke, Antonio Sánchez, John Benitez, Pernell Saturnino, Anders Nilsson, (2013)
- Jazz Meets the Classics (Paquito, 2014)
- Aires Tropicales (Sunnyside/Paquito, 2015)[21]
- Paquito & Manzanero (Sunnyside/Paquito, 2015)[21]

### Collaborations
Avec Diego Urcola (de) Quartet
- El Duelo[22] (Sunnyside, 2020)

Avec David Amram (en)
- Havana/New York (Flying Fish, 1978)
- Latin Jazz Celebration (Elektra Musician, 1983)

Avec Mario Bauza
- Afro-Cuban Jazz (Caiman, 1986)
- Tanga (Messidor, 1992)

Avec Caribbean Jazz Project (en)
- The Caribbean Jazz Project (Heads Up, 1995)
- Island Stories (Heads Up, 1997)
- The Gathering (Concord Picante, 2002)
- Mosaic (Concord Picante, 2006)

Avec Gloria Estefan
- Mi Tierra (Epic, 1993)
- Hold Me, Thrill Me, Kiss Me (Epic, 1994)

Avec Carlos Franzetti (en)
- Prometheus (Audiophile, 1984)
- New York Toccata (Verve, 1985)

Avec Dizzy Gillespie
- Live at the Royal Festival Hall (Enja, 1990)
- To Bird with Love (Telarc, 1992)
- Bird Songs: The Final Recordings(Telarc, 1997)

Avec Conrad Herwig (en)
- Another Kind of Blue (Half Note, 2004)
- Sketches of Spain y Mas (Half Note, 2006)

Avec Irakere
- Irakere (Columbia, 1979)
- Chekere Son (JVC, 1979)
- 2 (Columbia, 1979)

Avec Yo-Yo Ma
- Obrigado Brazil (Sony Classical, 2003)
- Obrigado Brazil Live in Concert (Sony Classical, 2004)
- Appassionato (Sony Classical, 2007)
- Songs of Joy & Peace (Sony Classical, 2008)

Avec Andy Narell
- The Passage (Heads Up, 2004)
- University of Calypso (Heads Up, 2009)

Avec Daniel Ponce (en)
- New York Now! (Celluloid, 1983)
- Arawe (Antilles, 1987)

Avec Claudio Roditi (en)
- Red on Red (CTI, 1984)
- Milestones (Candid, 1992)

Avec Lalo Schifrin
- More Jazz Meets the Symphony (Atlantic, 1994)
- Firebird: Jazz Meets the Symphony No. 3 (Four Winds, 1996)
- Gillespiana in Cologne (Aleph, 1998)

Avec Bebo Valdes
- Bebo Rides Again (Messidor, 1995)
- El Arte Del Sabor (Lola, 2001)
- Suite Cubana (Calle 54, 2009)

Autres
- Alex Acuna & Eva Ayllon, To My Country (Nido, 2002)
- Sergio Assad, Dances from the New World (GHA, 2013)
- Andres Boiarsky, Into the Light (Reservoir, 1997)
- Soledad Bravo, Mambembe (Top Hits, 1983)
- Soledad Bravo, Soledad Bravo (Sono-Rodven, 1985)
- Jeanie Bryson, Tonight I Need You So (Telarc, 1994)
- Cachao, Master Sessions Volume I (Sony, 1994)
- Cachao, Master Sessions Volume II (Epic, 1995)
- Michel Camilo, One More Once (Columbia, 1994)
- Valerie Capers, Come On Home (Sony, 1995)
- Ana Caram, Rio After Dark (Chesky, 1989)
- Regina Carter, I'll Be Seeing You (Verve 2006)
- Ed Cherry, First Take (Groovin' High 1993)
- Anat Cohen, Claroscuro (Anzic, 2012)
- Richie Cole, Kush (Heads Up, 1995)
- Chris Connor, Classic (Contemporary, 1987)
- Hilario Duran, From the Heart (Alma, 2006)
- Sui Generis, Sinfonias Para Adolescentes (2000)
- Giovanni Hidalgo, Villa Hidalgo (Messidor, 1992)
- Levon Ichkhanian, After Hours (Jazz Heritage Society 1996)
- Denise Jannah, I Was Born in Love with You (Blue Note, 1995)
- Dana Leong, Leaving New York (Tateo Sound 2006)
- Herbie Mann, 65th Birthday Celebration (Lightyear, 1997)
- Herbie Mann, America, Brasil (Lightyear, 1997)
- Raul Midon, A World Within a World (Manhattan, 2007)
- Michael Philip Mossman, The Orisha Suite (Connector, 2001)
- Chico O'Farrill, Heart of a Legend (Milestone, 1999)
- Makoto Ozone, Live & Let Live (Verve, 2011)
- Rosa Passos, Amorosa (Sony Classical, 2004)
- Oscar Peñas, Music of Departures and Returns (Musikoz, 2014)
- Roberto Perera, Seduction (Heads Up, 1994)
- Astor Piazzolla, The Rough Dancer and the Cyclical Night (American Clave, 1988)
- Tito Puente, Live at the Village Gate (Bellaphon, 1993)
- Bobby Sanabria, New York City Ache! (Flying Fish, 1993)
- Bernardo Sassetti, Salsetti (West Wind, 2000)
- Omar Sosa, Mulatos (Ota 2004)
- Janis Siegel, Experiment in White (Wounded Bird, 2002)
- Clark Terry, Live at the Village Gate (Chesky, 1991)
- McCoy Tyner, La Leyenda de La Hora (Columbia, 1981)
- Turtle Island String Quartet, Danzon (Koch, 2005)
- Nancy Wilson, R.S.V.P. (Rare Songs, Very Personal) (MCG, 2004)

## Compositions
Certaines compositions de Paquito d'Rivera sont également éditées: 
- Three Pieces for Clarinet and Piano (1991-1994) pour clarinette et piano
- Gran Danzón (The Bel Air Concerto) (2001) pour flûte et orchestre
- Kites (2005) pour clarinette et ensemble de chambre
- Conversations with Cachao (2007) pour contrebasse, clarinette/saxophone et orchestre
- The Cape Cod Files (2009) pour clarinette et piano
- Tembandumba (2009) pour chœur d'enfants et claves
- Ladies in White (2010) pour clarinette, violoncelle et piano